# Simplifly Deccan
A Simplifly Deccan anteriormente chamada de Air Deccan foi a primeira companhia aérea de baixo custo da Índia fundada em 2003.

## Histórico
- Air Deccan (2003–2007)[2][3]
- Simplifly Deccan (2007–2008)[4]
- Kingfisher Red (2008-2011)[5]

## Frota

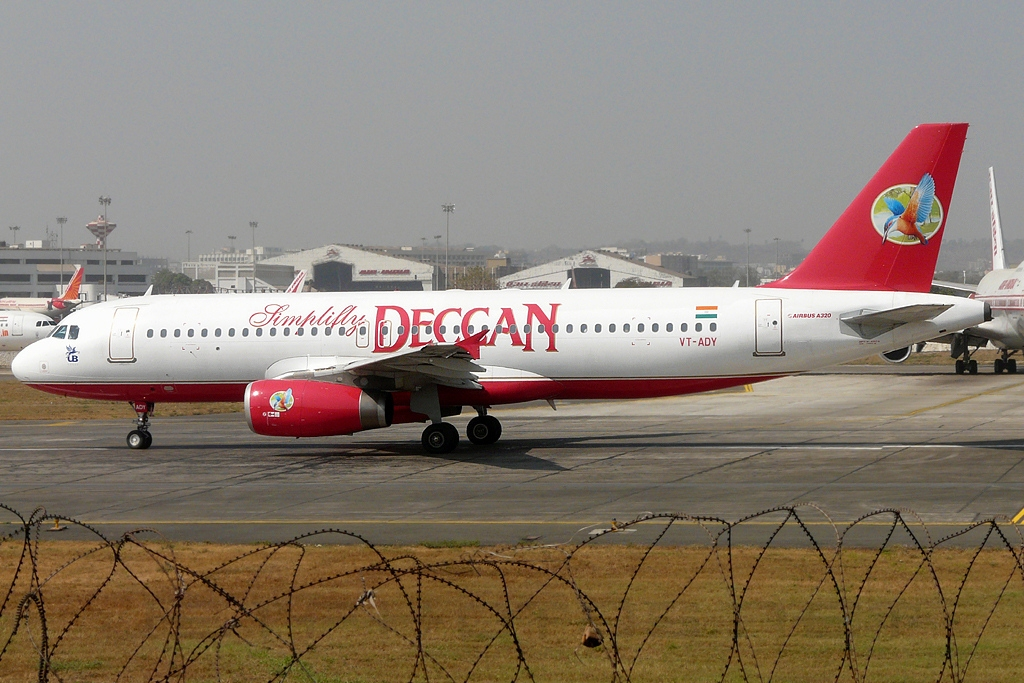
Airbus A320 da Simplifly Deccan.

Em setembro de 2007.
- 22 Airbus A320
- 10 ATR 42
- 8 ATR 72